# Raid de la caravane Kharar
Sa`d ibn Abi Waqqas reçut l'ordre de mener le troisième raid. Son groupe était constitué d'une vingtaine de Muhajirs. Ce raid fut mené près d'un mois après le second. Sa'd avec ses soldats tendirent une embuscade dans la vallée de Kharrar, sur la route de la Mecque et attendirent pour lancer le raid une caravane de La Mecque revenant de Syrie. Or, la caravane était déjà passée, et les Musulmans retournèrent à Médine sans combattre,,,,.

## Sources
- Saifur Rahman Al Mubarakpuri, When the Moon Split, DarusSalam, 2002, 320 p. (ISBN 978-9960-897-28-8, lire en ligne)
- Saifur Rahman Al Mubarakpuri, The Sealed Nectar (Free Version), Darussalam Publications, 2005 (lire en ligne). Note: This is the free version available on Google Books
- Saifur Rahman Al Mubarakpuri, The sealed nectar : biography of the Noble Prophet, Darussalam Publications, 2005, 588 p. (ISBN 978-9960-899-55-8, lire en ligne)
- Imam Muḥammad Ibn ʻAbd al-Wahhāb, Mukhtaṣar zād al-maʻād, Darussalam publishers Ltd, 2003, 494 p. (ISBN 978-9960-897-18-9, lire en ligne)
- Shawqi Abu Khalil, Atlas of the Prophet's biography: places, nations, landmarks, Dar-us-Salam, 1er mars 2004 (ISBN 978-9960-897-71-4, lire en ligne)
- William Muir, The life of Mahomet and history of Islam to the era of the Hegira, Volume 4, Smith, Elder & Co, 1861 (lire en ligne), Original from: Harvard University (according to Google books).